# Попик Сергій Дмитрович
Сергі́й Дми́трович По́пик (нар. 6 серпня 1970, с. Шишківці, Борщівський район, Тернопільська область) — український дипломат. Керівник Національного агентства з акредитації України (НААУ). 
Радник Прем'єр-міністра України з міжнародних питань (2016-2019 рр.). Член Наглядової ради Нафтогаз України (2017-2019 рр.). Член Наглядової ради UkraineInvest (2018-2019 рр.). Доцент, кандидат історичних наук (1996).

## Життєпис
Народився 6 серпня 1970 року в селі Шишківці Борщівський район на Тернопільщині. Закінчив Чернівецький національний університет імені Юрія Федьковича (1992) та Дипломатичну академію України при Міністерстві закордонних справ України (2001). Стажувався в Інституті історії Віденського університету (1993) та в Австрійському Інституті Східної та Південно-Східної Європи (1994).
У 1996—1999 рр. — заступник начальника, начальник управління національностей, міґрації та міжнародних зв'язків Чернівецької ОДА.
У 2001—2005 рр. — віце-консул Генерального консульства України в Сучаві (Румунія).
У 2005—2008 рр. — працював першим секретарем, радником, начальником відділу в Центральному апараті МЗС України.
У 2008—2012 рр. — радник в Посольстві України в Литовській Республіці.
У 2011 р. — Тимчасовий повірений у справах України в Литовській Республіці.
У 2012—2013 рр. — заступник директора Третього територіального департаменту — начальник Управління країн Центральної та Північної Європи МЗС України.
У 2013—2014 рр. — заступник керівника Головного управління з питань зовнішньополітичних та інтеграційних процесів — керівник управління світових інтеграційних процесів Адміністрації Президента України. Член Комісії з питань партнерства України з Організацією Північноатлантичного договору.
У 2015—2016 рр. — заступник директора Першого європейського департаменту, начальник першого західноєвропейського відділу Міністерства закордонних справ України.
У 2016—2019 рр. — радник Прем'єр-міністра України з міжнародних питань.
У 2017—2019 рр. — член Наглядової ради Нафтогаз України.
У 2018—2019 рр. — член наглядової ради UkraineInvest.
З травня 2020 р. — керівник Національного агентства з акредитації України (НААУ).
У 2012—2017 рр. — доцент кафедри дипломатичної та консульської служби Дипломатичної академії України при МЗС України. Викладав курс «Практична дипломатія». Сфера наукових інтересів: політико-партійні та етнонаціональні процеси в країнах Східної та Південно-Східної Європи.
Кандидат у народні депутати від партії «Українська Стратегія Гройсмана» на парламентських виборах 2019 року, № 23 у списку. Безпартійний.

## Дипломатичний ранг
- Надзвичайний і Повноважний Посланник першого класу.[4]

## Доробок
- «Українці в Австрії. Австрійська політика в українському питанні у роки Великої війни 1914-18 рр.» (1999)
- «Українці в Австрії 1914—1918 рр. Австрійська політика в українському питанні періоду Великої війни» (2009 р.)[5]

Член авторського колективу монографічних досліджень:
- «Політична історія України XX століття. Т. 5: Українці за межами УРСР (1918—1940)» (2003 р.),
- «Українці та українська ідентичність у сучасному світі» (2005 р.),
- Навчальний посібник «Україна в міжнародних організаціях» (2009 р.).